# Vincent Coupat
Vincent Coupat, född den 19 februari 1986 i Besançon, är en fransk orienterare som tog brons i stafett vid VM 2015.